# Marco Finzi
Marco Finzi (Bozzolo, XVIII secolo – Bozzolo, XIX secolo) è stato un imprenditore e politico italiano, è stato il primo sindaco ebreo d'Italia insieme a David Levi e il primo in assoluto del Ducato di Milano.